# ウーキー (ミュージシャン)
ウーキー (Wookie) の名でよく知られるジェイソン・チュー (Jason Chue) は、イギリスのUKガラージ・ミュージシャン。2000年、「バトル」(Battle) が全英トップ10ヒットとなった。

## 来歴
ジェイソン・チュー（以下ジェイソン）のキャリアは1991年、イギリスのR&B／レゲエ・アーティスト、ウェイン・マーシャル（Wayne Marshall、以下ウェイン）のプロデューサーとして始まった。ウェインの1994年のデビュー・アルバム『ナインティ・ディグリーズ・アンド・ライジング』(90 Degrees and Rising) の大部分をプロデュースしたのち、ソウル・II・ソウル (Soul II Soul) のインハウス・ライター／プロデューサーとなり、ジャジー・B (Jazzie B) と共に活動。その後、ダイナマイトMC (Dynamite MC) やドゥーム・マン (Doom Man) のプロデュースを担当する。
ジェイソンの「ウーキー・サウンド」は、デスティニーズ・チャイルド (Destiny's Child)、パブリック・エナミー (Public Enemy)、ナズ (Nas) といったアーティストの楽曲のリミックスで1990年代後半のうちに開発され、ホイットニー・ヒューストン (Whitney Houston)、ブランディ (Brandy)、デブラ・モーガン (Debelah Morgan) といったアーティストの楽曲のブートレグ・ミックスで顕在化した。
1999年、ウーキーは「スクラッピー」(Scrappy) で大きなアンダーグラウンド・クラブヒットを記録する。さらに、ガブリエル (Gabrielle) の楽曲「サンシャイン」(Sunshine) で「ウーキー」名義による初のオフィシャル・リミックスを発表。2000年には、エックスメン (Exemen) 名義でシーア (Sia) の楽曲「リトル・マン」(Little Man) のリミックスを発表しヒットさせた。そしてこの年、「バトル」(Battle) で全英トップ10シングルを獲得し、セルフタイトル・デビューアルバム『ウーキー』(Wookie) を発表。ほか、「ホワッツ・ゴーイング・オン」(What's Going On) や「バック・アップ（トゥ・ミー）」[Back Up (To Me)] も翌年にかけて全英チャート入りを果たした。
また2012年5月末時点までに、ジェシー・J (Jessie J)、リズル・キックス (Rizzle Kicks)、シーア・ファーラー (Sia Furler)、ジャスティン・ティンバーレイク (Justin Timberlake)、ロール・ディープ (Roll Deep)、レイ・フォックス (Ray Foxx) といったアーティストの楽曲のを担当している。
2013年、ほか多くのUKガラージの先駆者たちと共に、ドキュメンタリー『リワインド・フォーエバー：ザ・ヒストリー・オブ・UKガラージ』(Rewind 4Ever: The History of UK Garage) に出演。同年、ディスクロージャー (Disclosure) の「ヴォイセズ」(Voices) やイライザ・ドゥーリトル (Eliza Doolittle) の「ウォーキング・オン・ウォーター」(Walking on Water) のリミックスを制作。年末には、ロンドンのキングズ・クロスにあるビッグ・チル・ハウス (Big Chill House) で開催されたパーティー、Bruk Outで、ゼッド・バイアス (Zed Bias) とともにヘッドライナーを務めた。
2018年、ハウス・ゴスペル・クワイア (House Gospel Choir) が「バトル」のカバーを発表。同作のトラックはウーキー本人によって新たに制作されている。

## ディスコグラフィ

### スタジオ・アルバム
- 『ウーキー』 - Wookie （2000年）

### リミックス・アルバム
- 『リミックス・コレクション+more』 - Presents （2002年）

### シングル
- 「ダウン・オン・ミー／スクラッピー」 - "Down On Me / Scrappy" （1999年）
- 「ホワッツ・ゴーイング・オン」 - "What's Going On" （2000年） - 全英第45位
- 「バトル」 - "Battle" （2000年）- 全英第10位
- 「ゲット・イナフ」 - "Get Enuff" （2000年）(featuring Lain) - 全英第80位
- 「バック・アップ（トゥ・ミー）」 - "Back Up (To Me)" （2001年）(featuring Lain) - 全英第38位
- 「サンシャイン・イン・ザ・レイン」 - "Sunshine in the Rain" （2006年）(featuring Lain)
- 「リヴ・オン」 - "Live On" （2006年）
- 「ドゥ・ユー・ビリーヴ?」 - "Do You Believe?" （2007年）(featuring Xavier)
- 「フォーリング・アゲイン／ガリウム」 - "Falling Again / Gallium" （2008年）(featuring NY)
- 「トゥ・アス」 - "2 Us" （2012年）(with Rachel Collier)
- 「ザ・ハイプ」 - "The Hype" （2013年）(featuring Eliza Doolittle)
- 「ハイヤー」 - "Higher" （2014年） (featuring Zak Abel)

## 受賞・ノミネート記録
- MOBOアワード（英語版）: 最優秀プロデューサー賞ノミネート
- エリクソンアワード: 最優秀新人賞